# Maria Luisa Hayem
Pour les articles homonymes, voir Hayem.
 (février 2020).
Maria Luisa Hayem ou Maria Luisa Hayem Brevé est une femme politique salvadorienne, ministre de l'Économie depuis 2019.

## Biographie
Maria Luisa Hayem étudie l'économie en suivant le cursus du premier degré de l'École supérieure d'économie et de business de La Libertad. Elle poursuit ses études aux États-Unis à l'université Tufts et en France à la Sorbonne, lui permettant par la même de parler trois langues : l'espagnol, l'anglais et le français.
En 2003, elle travaille à Genève en Suisse pour la mission permanente du Salvador auprès de l'Organisation mondiale du commerce. Par la suite, elle travaille comme spécialiste financière pour la Banque interaméricaine de développement. En 2020, elle créé une organisation à but non-lucratif nommée Mentoring International, qui accompagne les jeunes au Salvador.
Elle occupait une activité libérale le jour où le président Nayib Bukele la nomme dans son gouvernement paritaire en 2019. Le Salvador ayant une croissance économique relativement faible, Maria Luisa Hayem ambitionne de dynamiser son économie.